# Adam Heydel
Adam Zdzisław Heydel (ur. 6 grudnia 1893 w Gardzienicach koło Ciepielowa pod Radomiem, zm. 14 marca 1941 w niemieckim obozie koncentracyjnym Auschwitz) – polski ekonomista.

## Życiorys
Syn Zdzisława i Marii ze Skarbek-Borowskich. Ukończył Gimnazjum im. Jana III Sobieskiego w Krakowie. Następnie studiował na uczelniach w Moskwie i Kijowie. W 1922 r. ukończył studia prawnicze na Uniwersytecie Jagiellońskim w Krakowie, gdzie uzyskał doktorat. W latach 1921–1922 pracował w Ministerstwie Spraw Zagranicznych. W 1925 r. uzyskał habilitację z ekonomii politycznej. W 1927 r. został wykładowcą ekonomii na Uniwersytecie Jagiellońskim, a w 1929 profesorem nadzwyczajnym tej uczelni.
Adam Heydel był przedstawicielem szkoły krakowskiej w ekonomii, opowiadał się za liberalizmem gospodarczym. Krytykował etatyzm i interwencjonizm gospodarczy Polski międzywojennej. Zajmował się badaniami naukowymi nad teorią ekonomii i zagadnieniami dochodu narodowego.
Heydel sympatyzował z Narodową Demokracją. W latach 1930–1931 był prezesem Klubu Narodowego w Krakowie. W 1933 za krytykę sanacji, w szczególności utworzenia obozu w Berezie Kartuskiej, został usunięty z katedry ekonomii UJ. W 1934 został kierownikiem instytutu ekonomii Polskiej Akademii Umiejętności. Na Uniwersytet Jagielloński powrócił w 1937.
Po rozpoczęciu okupacji niemieckiej w Polsce został aresztowany 6 listopada 1939 przez Niemców w ramach akcji Sonderaktion Krakau wymierzonej w inteligencję. Wraz z innymi profesorami UJ i innych uczelni Krakowa został następnie uwięziony w obozie koncentracyjnym Sachsenhausen.
W lutym 1940 roku w wyniku międzynarodowych protestów Heydel wyszedł na wolność wraz z innymi profesorami, którzy ukończyli 40 lat. Wkrótce potem zaczął organizować ruch samokształceniowy i podjął działalność w Związku Walki Zbrojnej. Działalność podziemna trwała do 23 stycznia 1941 roku, kiedy to braci Adama i Wojciecha Heydlów w Brzózie koło Radomia aresztowało Gestapo.
Został on osadzony w więzieniu w Skarżysku-Kamiennej, z którego po stanowczym odrzuceniu propozycji podpisania Volkslisty, złożonej przez komendanta placu płk. von Heydel wywodzącego się z tej samej niemieckiej rodziny, został wywieziony do obozu koncentracyjnego w Auschwitz, gdzie został rozstrzelany w zbiorowej egzekucji 14 marca 1941. Jego symboliczne miejsce pochówku znajduje się na Cmentarzu Rakowickim w Krakowie.
Jego bratem był baron Wojciech Heydel (zg. 14 III 1941 w Auschwitz), zięć Józefa i Marii Chełkowskich

## Prace
- Podstawowe zagadnienia metodologiczne ekonomii (1925)[1]
- Kapitalizm i socjalizm wobec etyki (1927)[1]
- Pogląd na rozwój teoretycznej ekonomii” (1929)[1]
- Czy i jak wprowadzić liberalizm ekonomiczny? (1931)
- Pojęcie produktywności (1934)
- Teoria dochodu społecznego (1935).